# Cynthia Shalom
 (juin 2024).
 (juin 2024).
Cynthia Shalom
Cynthia Shalom, née le 18 mars 1988, est une actrice nigériane, productrice, blogueuse et femme d'affaires. Elle remporte la saison 11 de l'émission de téléréalité Next Movie Star et joue depuis dans plusieurs films de Nollywood. Elle joue dans la série télévisée Tinsel de la chaîne M-Net.

## Biographie

### Origines et études
Cynthia Shalom naît à Ede, dans l'État d'Osun, situé dans la région sud-ouest du Nigeria. Elle est l'aînée d'une famille composée de trois garçons et de deux filles.
Elle effectue ses études primaires et secondaires à Port Harcourt, la capitale de l'État de Rivers, dans la région sud du Nigeria, où elle habite avec ses parents. Après avoir obtenu un diplôme en gestion à l'Université de Port Harcourt, un certificat d'actrice à l'atelier de développement des talents du Festival international du film d'Afrique (AFRIFF), elle déclare dans une interview accordée à Vanguard Nigeria qu'elle s'est installée à Lagos pour poursuivre sa carrière d'actrice.

### Carrière
Cynthia Shalom remporte l'émission de télé-réalité Next Movie Star en 2015/2016. Elle fait ses débuts d'actrice dans le talk-show de Monalisa Chinda intitulé You & I with Monalisa. Dans une interview accordée à The Punch, que les refus sont l'un des obstacles qu'elle a dû surmonter lors de ses débuts à Nollywood.
En 2016, elle joue dans son premier long métrage, An Hour With The Shrink avec Annie Macaulay-Idibia, Gbenro Ajibade et Segun Arinze. Cynthia Shalom partage également l'affiche avec Desmond Elliot dans The Damned un film d'Irokotv,.
En 2018, elle lance sa propre société de production cinématographique, Cynthia Shalom Productions. Son rôle dans l'un de ses films, intitulé Chain, qui met en vedette  Eddie Watson, Enado Odigie, Emem Ufot, lui vaux deux nominations individuelles : Meilleure actrice dans un rôle principal et Actrice la plus prometteuse aux Best of Nollywood Awards 2019,.

### Filmographie sélective

#### Films
- 2015/2016 : Next Movie Star
- 2015 : Iquo’s Journal[11]
- 2016 : An Hour With The Shrink
- 2016 : Thorns of love
- 2017 : No I Don't'
- 2017 : The Damned
- 2017 : Roberta
- 2017 : Karma
- 2018 : Ebomisi (Irokotv)[12].
- 2018 : Chain
- 2018 : Driver
- 2019 : Altered Desire (Africa Magic)
- 2019 : Beauty in the Broken (Irokotv)
- 2019 : Back to the Wild (Irokotv)
- 2019 : Love Castle
- 2019 : Rachel’s Triumph
- 2020 : The Second Bed
- 2020 : Shut
- 2020 : Fading Blues (Irokotv)
- 2020 : Wind of Desire
- 2020 : Half shot of sunrise (Irokotv)
- 2020 : Birth Hurts
- 2021 : Benediction (Irokotv)
- 2021 : Love Castle

#### Télévision
- 2016 : Dear Diary Season 2 [13]
- 2017 : Tales of Eve
- 2019 : I5ive
- 2019 : Jela
- 2017-présent : Tinsel

### Récompenses et nominations
| Year | Event                    | Prize                        | Result     | Ref |
| ---- | ------------------------ | ---------------------------- | ---------- | --- |
| 2016 | Tous les prix jeunesse   | Nouvelle actrice remarquée   | Nomination |     |
| 2019 | Prix Maya Africa         | Nouvelle mariée de Nollywood | Nomination |     |
| 2019 | Best of Nollywood Awards | Meilleur actrice             | Nomination | ,   |
| 2019 | Best of Nollywood Awards | Actrice la plus prometteuse  | Nomination | ,   |